# دامه (منطقه وشتا)
شهر دامه در ایالت نیدرزاکسن در کشور آلمان واقع شده است.